# De dag dat alles beter is
"De dag dat alles beter is" is een nummer van het Nederlandse duo Nick & Simon. Het nummer werd uitgebracht op hun album Luister uit 2009. Op 10 april van dat jaar werd het nummer uitgebracht als de tweede single van het album.

## Achtergrond
"De dag dat alles beter is" is geschreven door Nick Schilder en Gordon Groothedde en geproduceerd door Groothedde. De single bereikte de nummer 1-positie in de Single Top 100. Het was de tweede van vier nummer 1-hits afkomstig van het album Luister; ook "Vallende sterren", "Lippen op de mijne" en "Het masker" kwamen op deze positie terecht. Hiermee werd het duo de eerste Nederlandse act die dit presteerde. In de Nederlandse Top 40 kwam de single niet verder dan plaats 28.
Op de cd-single van "De dag dat alles beter is" is tevens de videoclip van het nummer te vinden. De videoclip werd opgenomen in de Sierra Nevada in Spanje. Voor de clip maakte het duo gebruik van een Plymouth Fury. Na de opnamen weigerden de remmen van deze auto, waardoor Nick en Simon tegen de voor hen rijdende crewauto botsten. Het duo liep hierdoor lichte verwondingen op en moest alle promotionele activiteiten rond de single annuleren. In 2009 werd het gezongen door Albert West in het televisieprogramma Beste Zangers. In 2011 brachten Nick & Simon een Engelse versie van het nummer uit onder de titel "Brighter Day" voor hun realityshow Nick & Simon The American Dream.

## Hitnoteringen

### Nederlandse Top 40
| Hitnotering: 25-04-2009 t/m 16-05-2009 | Hitnotering: 25-04-2009 t/m 16-05-2009 | Hitnotering: 25-04-2009 t/m 16-05-2009 | Hitnotering: 25-04-2009 t/m 16-05-2009 | Hitnotering: 25-04-2009 t/m 16-05-2009 | Hitnotering: 25-04-2009 t/m 16-05-2009 |
| Week                                   | 1                                      | 2                                      | 3                                      | 4                                      |                                        |
| -------------------------------------- | -------------------------------------- | -------------------------------------- | -------------------------------------- | -------------------------------------- | -------------------------------------- |
| Positie                                | 35                                     | 28                                     | 28                                     | 36                                     | uit                                    |

### Single Top 100
| Hitnotering: 18-04-2009 t/m 20-06-2009 | Hitnotering: 18-04-2009 t/m 20-06-2009 | Hitnotering: 18-04-2009 t/m 20-06-2009 | Hitnotering: 18-04-2009 t/m 20-06-2009 | Hitnotering: 18-04-2009 t/m 20-06-2009 | Hitnotering: 18-04-2009 t/m 20-06-2009 | Hitnotering: 18-04-2009 t/m 20-06-2009 | Hitnotering: 18-04-2009 t/m 20-06-2009 | Hitnotering: 18-04-2009 t/m 20-06-2009 | Hitnotering: 18-04-2009 t/m 20-06-2009 | Hitnotering: 18-04-2009 t/m 20-06-2009 | Hitnotering: 18-04-2009 t/m 20-06-2009 |
| Week                                   | 1                                      | 2                                      | 3                                      | 4                                      | 5                                      | 6                                      | 7                                      | 8                                      | 9                                      | 10                                     |                                        |
| -------------------------------------- | -------------------------------------- | -------------------------------------- | -------------------------------------- | -------------------------------------- | -------------------------------------- | -------------------------------------- | -------------------------------------- | -------------------------------------- | -------------------------------------- | -------------------------------------- | -------------------------------------- |
| Positie                                | 1                                      | 10                                     | 37                                     | 34                                     | 29                                     | 56                                     | 59                                     | 63                                     | 59                                     | 66                                     | uit                                    |

### NPO Radio 2 Top 2000
| Nummer met noteringen in de NPO Radio 2 Top 2000 | '11 | '12  | '13  |
| ------------------------------------------------ | --- | ---- | ---- |
| De dag dat alles beter is                        | 885 | 1883 | 1926 |

1. ↑  Een vetgedrukt getal geeft de hoogste notering aan.
2. ↑  2011 was het eerste jaar met een notering voor dit nummer.
3. ↑  Deze tabel is bijgewerkt tot en met de laatste editie (2024).